# Classificació de la Copa del Món de futbol 2014-CONMEBOL
La classificació de la CONMEBOL per a la Copa del Món de futbol és un campionat en el qual es definiran els països que representaran a la confederació durant la Copa del Món de futbol de 2014. Brasil, en la seva posició d'organitzador, ja es troba classificat per a la Copa, per la qual cosa en aquesta edició només participaran les altres nou seleccions del subcontinent, és a dir, totes excepte el Surinam i Guyana, les quals competeixen a la CONCACAF.
La CONMEBOL mantindrà les 4,5 places amb les quals compta des de fa tres edicions. El mètode de classificació serà el següent:
- Els quatre primers llocs de la taula classificaran directament a la Copa del Món.
- La selecció que acabi en cinquena posició haurà de jugar, anada i tornada, contra la cinquena selecció classificada de la Confederació Asiàtica de Futbol.

## Taula de posicions
| Selecció  | Pts | PJ | PG | PE | PP | GF | GC | Dif |
| --------- | --- | -- | -- | -- | -- | -- | -- | --- |
| Argentina | 24  | 11 | 7  | 3  | 1  | 24 | 8  | 16  |
| Equador   | 20  | 10 | 6  | 2  | 2  | 16 | 10 | 6   |
| Colòmbia  | 19  | 10 | 6  | 1  | 3  | 19 | 7  | 12  |
| Xile      | 15  | 11 | 5  | 0  | 6  | 16 | 19 | -3  |
| Veneçuela | 15  | 11 | 4  | 3  | 4  | 9  | 12 | -3  |
| Uruguai   | 13  | 11 | 3  | 4  | 4  | 17 | 21 | -4  |
| Perú      | 11  | 10 | 3  | 2  | 5  | 11 | 15 | -4  |
| Bolívia   | 9   | 11 | 2  | 3  | 6  | 13 | 20 | -7  |
| Paraguai  | 8   | 11 | 2  | 2  | 7  | 8  | 21 | -13 |

| L\V       | Argentina | Bolívia | Colòmbia | Equador | Paraguai | Perú | Uruguai | Veneçuela | Xile |
| Argentina |           | 1:1     |          | 4:0     |          |      |         |           | 4:1  |
| Bolívia   |           |         | 1:2      |         | 3:1      |      |         |           | 0:2  |
| Colòmbia  | 1:2       |         |          |         |          |      |         | 1:1       |      |
| Equador   |           |         | 1:0      |         |          | 2:0  |         | 2:0       |      |
| Paraguai  |           |         |          | 2:1     |          |      | 1:1     |           |      |
| Perú      |           |         | 0:1      |         | 2:0      |      |         |           |      |
| Uruguai   |           | 4:2     |          |         |          | 4:2  |         | 1:1       | 4:0  |
| Veneçuela | 1:0       | 1:0     |          |         |          |      |         |           | 0:2  |
| Xile      |           |         |          |         | 2:0      | 4:2  |         |           |      |

### Evolució de posicions
| País/Data | 1  | 2  | 3  | 4  | 5  | 6  | 7 | 8 | 9 | 10 | 11 | 12 | 13 | 14 | 15 | 16 |
| --------- | -- | -- | -- | -- | -- | -- | - | - | - | -- | -- | -- | -- | -- | -- | -- |
| Xile      | 9è | 6è | 8è | 5è | 2n | 1r |   |   |   |    |    |    |    |    |    |    |
| Uruguai   | 2n | 1r | 1r | 1r | 3r | 2n |   |   |   |    |    |    |    |    |    |    |
| Argentina | 1r | 2n | 2n | 2n | 1r | 3r |   |   |   |    |    |    |    |    |    |    |
| Equador   | 3r | 3r | 6è | 4t | 6è | 4t |   |   |   |    |    |    |    |    |    |    |
| Veneçuela | 8è | 7è | 5è | 3r | 4t | 5è |   |   |   |    |    |    |    |    |    |    |
| Colòmbia  | 5è | 4t | 3r | 6è | 5è | 6è |   |   |   |    |    |    |    |    |    |    |
| Bolívia   | 6è | 9è | 9è | 9è | 9è | 7è |   |   |   |    |    |    |    |    |    |    |
| Paraguai  | 7è | 8è | 4t | 7è | 7è | 8è |   |   |   |    |    |    |    |    |    |    |
| Perú      | 4t | 5è | 7è | 8è | 8è | 9è |   |   |   |    |    |    |    |    |    |    |

## Partits
Els partits tindran lloc entre el 7 d'octubre de 2011 i el 15 d'octubre de 2013.

### Primera fase
| 7 d'octubre de 2011    | Montevideo     | Uruguai   | Uruguai   | 4:2 (3:1) Arxivat 2011-10-08 a Wayback Machine. | Bolívia   | Bolívia   |
| 7 d'octubre de 2011    | Quito          | Equador   | Equador   | 2:0 (2:0) Arxivat 2011-10-08 a Wayback Machine. | Veneçuela | Veneçuela |
| 7 d'octubre de 2011    | Buenos Aires   | Argentina | Argentina | 4:1 (2:0) Arxivat 2011-10-09 a Wayback Machine. | Xile      | Xile      |
| 7 d'octubre de 2011    | Lima           | Perú      | Perú      | 2:0 (0:0) Arxivat 2011-10-08 a Wayback Machine. | Paraguai  | Paraguai  |
| 11 d'octubre de 2011   | La Paz         | Bolívia   | Bolívia   | 1:2 (0:0) Arxivat 2011-10-12 a Wayback Machine. | Colòmbia  | Colòmbia  |
| 11 d'octubre de 2011   | Santiago       | Xile      | Xile      | 4:2 (2:0) Arxivat 2011-10-13 a Wayback Machine. | Perú      | Perú      |
| 11 d'octubre de 2011   | Asunción       | Paraguai  | Paraguai  | 1:1 (0:0) Arxivat 2011-10-06 a Wayback Machine. | Uruguai   | Uruguai   |
| 11 d'octubre de 2011   | Puerto La Cruz | Veneçuela | Veneçuela | 1:0 (0:0) Arxivat 2011-10-13 a Wayback Machine. | Argentina | Argentina |
| 11 de novembre de 2011 | Córdoba        | Argentina | Argentina | 1:1 (0:0) Arxivat 2011-11-13 a Wayback Machine. | Bolívia   | Bolívia   |
| 11 de novembre de 2011 | Asunción       | Paraguai  | Paraguai  | 2:1 (0:0) Arxivat 2011-11-13 a Wayback Machine. | Equador   | Equador   |
| 11 de novembre de 2011 | Montevideo     | Uruguai   | Uruguai   | 4:0 (2:0) Arxivat 2011-11-12 a Wayback Machine. | Xile      | Xile      |
| 11 de novembre de 2011 | Barranquilla   | Colòmbia  | Colòmbia  | 1:1 (1:0) Arxivat 2011-11-12 a Wayback Machine. | Veneçuela | Veneçuela |
| 15 de novembre de 2011 | Quito          | Equador   | Equador   | 2:0 (0:0) Arxivat 2011-11-17 a Wayback Machine. | Perú      | Perú      |
| 15 de novembre de 2011 | Santiago       | Xile      | Xile      | 2:0 (1:0) Arxivat 2011-11-16 a Wayback Machine. | Paraguai  | Paraguai  |
| 15 de novembre de 2011 | San Cristóbal  | Veneçuela | Veneçuela | 1:0 (1:0) Arxivat 2011-11-16 a Wayback Machine. | Bolívia   | Bolívia   |
| 15 de novembre de 2011 | Barranquilla   | Colòmbia  | Colòmbia  | 1:2 (1:0) Arxivat 2011-11-16 a Wayback Machine. | Argentina | Argentina |
| 2 de juny de 2012      | Buenos Aires   | Argentina | Argentina | 4:0 (3:0) Arxivat 2013-01-07 a Wayback Machine. | Equador   | Equador   |
| 2 de juny de 2012      | La Paz         | Bolívia   | Bolívia   | 0:2 (0:1) Arxivat 2013-01-07 a Wayback Machine. | Xile      | Xile      |
| 3 de juny de 2012      | Lima           | Perú      | Perú      | 0:1 (0:0) Arxivat 2013-01-07 a Wayback Machine. | Colòmbia  | Colòmbia  |
| 2 de juny de 2012      | Montevideo     | Uruguai   | Uruguai   | 1:1 (1:0) Arxivat 2012-08-16 a Wayback Machine. | Veneçuela | Veneçuela |
| 9 de juny de 2012      | Puerto La Cruz | Veneçuela | Veneçuela | 0:2 (0:0) Arxivat 2012-06-13 a Wayback Machine. | Xile      | Xile      |
| 10 de juny de 2012     | Montevideo     | Uruguai   | Uruguai   | 4:2 (2:1) Arxivat 2014-04-28 a Wayback Machine. | Perú      | Perú      |
| 9 de juny de 2012      | La Paz         | Bolívia   | Bolívia   | 3:1 (1:0) Arxivat 2012-06-10 a Wayback Machine. | Paraguai  | Paraguai  |
| 10 de juny de 2012     | Quito          | Equador   | Equador   | 1:0 (0:0) Arxivat 2012-06-10 a Wayback Machine. | Colòmbia  | Colòmbia  |
| 7 de setembre de 2012  | Córdoba        | Argentina | Argentina | 3:1 (2:1) Arxivat 2013-02-28 a Wayback Machine. | Paraguai  | Paraguai  |
| 7 de setembre de 2012  | Barranquilla   | Colòmbia  | Colòmbia  | 4:0 (1:0) Arxivat 2014-04-28 a Wayback Machine. | Uruguai   | Uruguai   |
| 7 de setembre de 2012  | Lima           | Perú      | Perú      | 2:1 (0:1) Arxivat 2012-12-07 a Wayback Machine. | Veneçuela | Veneçuela |
| 7 de setembre de 2012  | Quito          | Equador   | Equador   | 1:0 (0:0) Arxivat 2013-02-28 a Wayback Machine. | Bolívia   | Bolívia   |
| 11 de setembre de 2012 | Montevideo     | Uruguai   | Uruguai   | 1:1 (0:1) Arxivat 2014-06-19 a Wayback Machine. | Equador   | Equador   |
| 11 de setembre de 2012 | Santiago       | Xile      | Xile      | 1:3 (1:0) Arxivat 2013-02-28 a Wayback Machine. | Colòmbia  | Colòmbia  |
| 11 de setembre de 2012 | Asunción       | Paraguai  | Paraguai  | 0:2 (0:1) Arxivat 2013-02-28 a Wayback Machine. | Veneçuela | Veneçuela |
| 11 de setembre de 2012 | Lima           | Perú      | Perú      | 1:1 (1:1) Arxivat 2013-02-28 a Wayback Machine. | Argentina | Argentina |
| 12 d'octubre de 2012   | La Paz         | Bolívia   | Bolívia   | 1:1 (0:1) Arxivat 2013-02-28 a Wayback Machine. | Perú      | Perú      |
| 12 d'octubre de 2012   | Mendoza        | Argentina | Argentina | 3:0 (0:0) Arxivat 2014-06-20 a Wayback Machine. | Uruguai   | Uruguai   |
| 12 d'octubre de 2012   | Barranquilla   | Colòmbia  | Colòmbia  | 2:0 (0:0) Arxivat 2013-02-28 a Wayback Machine. | Paraguai  | Paraguai  |
| 12 d'octubre de 2012   | Quito          | Equador   | Equador   | 3:1 (1:1) Arxivat 2013-02-28 a Wayback Machine. | Xile      | Xile      |

### Segona fase
| 16 d'octubre de 2012   | La Paz         | Bolívia   | Bolívia   | 4:1 (2:0) Arxivat 2014-04-28 a Wayback Machine. | Uruguai   | Uruguai   |
| 16 d'octubre de 2012   | Asunción       | Paraguai  | Paraguai  | 1:0 (0:0) Arxivat 2013-01-18 a Wayback Machine. | Perú      | Perú      |
| 16 d'octubre de 2012   | Santiago       | Xile      | Xile      | 1:2 (0:2) Arxivat 2013-06-21 a Wayback Machine. | Argentina | Argentina |
| 16 d'octubre de 2012   | Puerto La Cruz | Veneçuela | Veneçuela | 1:1 (1:1) Arxivat 2013-01-18 a Wayback Machine. | Equador   | Equador   |
| 22 de març de 2013     | Buenos Aires   | Argentina | Argentina | 3:0 (2:0) Arxivat 2013-05-26 a Wayback Machine. | Veneçuela | Veneçuela |
| 22 de març de 2013     | Montevideo     | Uruguai   | Uruguai   | 1:1 (0:0) Arxivat 2013-03-23 a Wayback Machine. | Paraguai  | Paraguai  |
| 22 de març de 2013     | Lima           | Perú      | Perú      | 1:0 (0:0) Arxivat 2013-03-25 a Wayback Machine. | Xile      | Xile      |
| 22 de març de 2013     | Barranquilla   | Colòmbia  | Colòmbia  | 5:0 (1:0) Arxivat 2013-05-26 a Wayback Machine. | Bolívia   | Bolívia   |
| 26 de març de 2013     | La Paz         | Bolívia   | Bolívia   | 1:1 (1:1) Arxivat 2013-04-01 a Wayback Machine. | Argentina | Argentina |
| 26 de març de 2013     | Quito          | Equador   | Equador   | 4:1 (1:1) Arxivat 2013-03-30 a Wayback Machine. | Paraguai  | Paraguai  |
| 26 de març de 2013     | Santiago       | Xile      | Xile      | 2:0 (1:0) Arxivat 2014-04-28 a Wayback Machine. | Uruguai   | Uruguai   |
| 26 de març de 2013     | Puerto Ordaz   | Veneçuela | Veneçuela | 1:0 (1:0) Arxivat 2013-03-30 a Wayback Machine. | Colòmbia  | Colòmbia  |
| 7 de juny de 2013      | Lima           | Perú      | Perú      | vs.                                             | Equador   | Equador   |
| 7 de juny de 2013      | Asunción       | Paraguai  | Paraguai  | vs.                                             | Xile      | Xile      |
| 7 de juny de 2013      | La Paz         | Bolívia   | Bolívia   | vs.                                             | Veneçuela | Veneçuela |
| 7 de juny de 2013      |                | Argentina | Argentina | vs.                                             | Colòmbia  | Colòmbia  |
| 11 de juny de 2013     | Quito          | Equador   | Equador   | vs.                                             | Argentina | Argentina |
| 11 de juny de 2013     | Santiago       | Xile      | Xile      | vs.                                             | Bolívia   | Bolívia   |
| 11 de juny de 2013     |                | Colòmbia  | Colòmbia  | vs.                                             | Perú      | Perú      |
| 11 de juny de 2013     |                | Veneçuela | Veneçuela | vs.                                             | Uruguai   | Uruguai   |
| 6 de setembre de 2013  | Santiago       | Xile      | Xile      | vs.                                             | Veneçuela | Veneçuela |
| 6 de setembre de 2013  | Lima           | Perú      | Perú      | vs.                                             | Uruguai   | Uruguai   |
| 6 de setembre de 2013  | Asunción       | Paraguai  | Paraguai  | vs.                                             | Bolívia   | Bolívia   |
| 6 de setembre de 2013  |                | Colòmbia  | Colòmbia  | vs.                                             | Equador   | Equador   |
| 10 de setembre de 2013 | Asunción       | Paraguai  | Paraguai  | vs.                                             | Argentina | Argentina |
| 10 de setembre de 2013 | Montevideo     | Uruguai   | Uruguai   | vs.                                             | Colòmbia  | Colòmbia  |
| 10 de setembre de 2013 |                | Veneçuela | Veneçuela | vs.                                             | Perú      | Perú      |
| 10 de setembre de 2013 | La Paz         | Bolívia   | Bolívia   | vs.                                             | Equador   | Equador   |
| 11 d'octubre de 2013   | Quito          | Equador   | Equador   | vs.                                             | Uruguai   | Uruguai   |
| 11 d'octubre de 2013   |                | Colòmbia  | Colòmbia  | vs.                                             | Xile      | Xile      |
| 11 d'octubre de 2013   |                | Veneçuela | Veneçuela | vs.                                             | Paraguai  | Paraguai  |
| 11 d'octubre de 2013   |                | Argentina | Argentina | vs.                                             | Perú      | Perú      |
| 15 d'octubre de 2013   | Lima           | Perú      | Perú      | vs.                                             | Bolívia   | Bolívia   |
| 15 d'octubre de 2013   | Montevideo     | Uruguai   | Uruguai   | vs.                                             | Argentina | Argentina |
| 15 d'octubre de 2013   | Asunción       | Paraguai  | Paraguai  | vs.                                             | Colòmbia  | Colòmbia  |
| 15 d'octubre de 2013   | Santiago       | Xile      | Xile      | vs.                                             | Equador   | Equador   |

## Classificats
| Argentina | Brasil            | Colòmbia | Equador | Uruguai | Xile |
| Argentina | Brasil (amfitrió) | Colòmbia | Equador | Uruguai | Xile |

## Golejadors
| Jugador           | Selecció  | Gol | PJ |
| ----------------- | --------- | --- | -- |
| Luis Suárez       | Uruguai   | 5   | 3  |
| Gonzalo Higuaín   | Argentina | 3   | 2  |
| Paolo Guerrero    | Perú      | 2   | 1  |
| Diego Lugano      | Uruguai   | 2   | 1  |
| Lionel Messi      | Argentina | 1   | 1  |
| Marcelo Martins   | Bolívia   | 1   | 1  |
| Rudy Cardozo      | Bolívia   | 1   | 1  |
| Matías Fernández  | Xile      | 1   | 1  |
| Jaime Ayoví       | Equador   | 1   | 1  |
| Christian Benítez | Equador   | 1   | 1  |
| Edinson Cavani    | Uruguai   | 1   | 1  |